# Царенко, Пётр Михайлович
Пётр Михайлович Царенко (12 июля 1956, село Смельчинцы, Украина — 21 января 2023, Киев) — украинский альголог, доктор биологических наук (1996), профессор, член-корреспондент НАН Украины (2018), заведующий отделом фикологии Института ботаники НАН Украины.

## Биография
Родился 12 июля 1956 году в селе Смельчинцы Лысянского района Черкасской области.
Окончил Киевский государственный университет им. Т. Г. Шевченко (1978).
С 1978 года — в Институте ботаники им. М. Г. Холодного АН УССР (НАН Украины): аспирант, младший и старший научный сотрудник, зав. отделом фикологии, лихенологии и бриологии.
Кандидат (1984), доктор (1996) биологических наук, профессор (2006), член-корреспондент НАН Украины (2018).
Автор более 300 научных работ в области систематики, морфологии, географии и флористики водорослей. Сформировал концепцию специфики альгофлоры Украины, ее таксономического и экологического разнообразия и особенностей и закономерностей видового распределения. Предложил универсальную систему альгофлористичного районирования на основе зонально-бассейнового подхода и эколого-гидрологической диагностики, разработал мероприятия и определил критерии охраны и сохранения исчезающих видов водорослей.
Впервые обнаружил и описал 56 видов водорослей, разработал созологическую категоризацию микроводорослей, сформировал перечень подлежащих охране и сохранению из 22 регионально редких видов Волынской области, и 32 вида — Киевской.
Умер 21 января 2023 года. Похоронен в колумбарии Байкового кладбища.

### Семья
Был женат, воспитал двух дочерей.

## Награды
- Национальная премия Украины имени Бориса Патона (2021)